# Laurie Berthon
Laurie Berthon (Lió, 26 d'agost de 1991) és una ciclista francesa especialista en pista. Del seu palmarès destaca la medalla de plata al Campionat del món d'Òmnium de 2016, per darrere de la britànica Laura Trott.

## Palmarès en pista
- 2009
  -  Campiona d'Europa júnior en Velocitat per equips (amb Olivia Montauban)
- 2012
  -  Campiona de França en Puntuació
  -  Campiona de França en Scratch
  -  Campiona de França en Velocitat per equips (amb Sophie Creux)
- 2013
  -  Campiona de França en Òmnium
  -  Campiona de França en Scratch
- 2014
  -  Campiona de França en Òmnium
- 2015
  -  Campiona de França en Òmnium
- 2017
  -  Campiona de França en madison (amb Marion Borras)

### Resultats a laCopa del Món
- 2013-2014
  - 1r a la Classificació general, en Òmnium

## Palmarès en ruta
- 2015
  - 1a a La Mérignacaise
- 2016
  - 1a a La Mérignacaise